# Rainsars
Rainsars ist eine französische Gemeinde im Département Nord in der Region Hauts-de-France. Sie gehört zum Kanton Fourmies im Arrondissement Avesnes-sur-Helpe. Die Bewohner nennen sich Rainsarsois oder Rainsarsoises.

## Lage
Die Gemeinde Rainsars liegt im Regionalen Naturpark Avesnois, 19 Kilometer nordnordwestlich von Hirson. Sie grenzt im Norden und im Nordosten an Sains-du-Nord, im Südosten und im Süden an Féron, im Südwesten an Étrœungt und im Nordwesten an Sémeries.

## Bevölkerungsentwicklung
| Jahr                       | 1962 | 1968 | 1975 | 1982 | 1990 | 1999 | 2011 | 2021 |
| Einwohner                  | 226  | 219  | 211  | 236  | 238  | 220  | 207  | 188  |
| Quellen: Cassini und INSEE |      |      |      |      |      |      |      |      |

## Sehenswürdigkeiten
- Kirche Mariä Himmelfahrt (Église Notre-Dame-de-l'Assomption)
- Schgloss Le Pont du Sains
- Gefallenendenkmal
- Bildstöcke

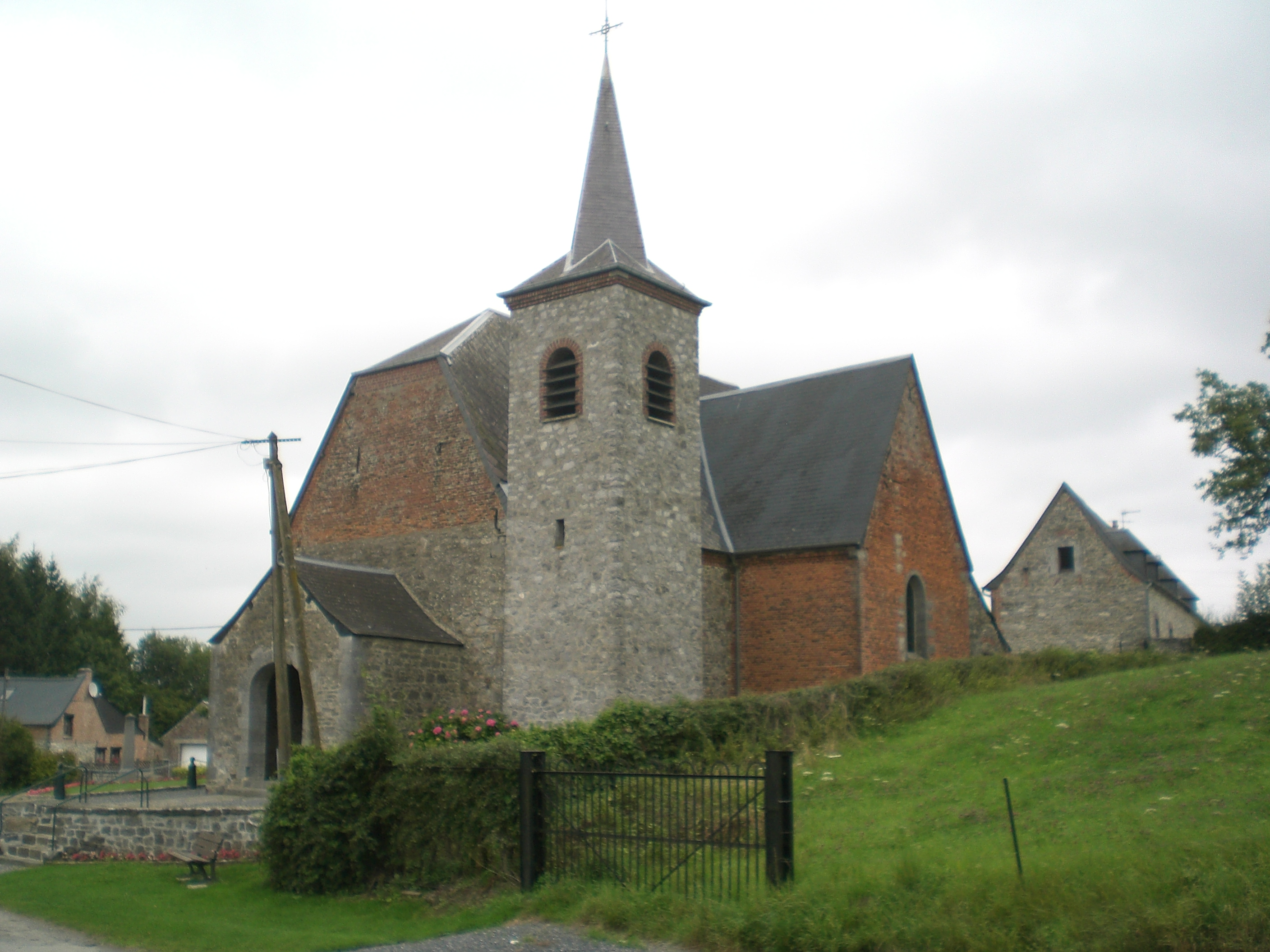
Kirche Mariä Himmelfahrt
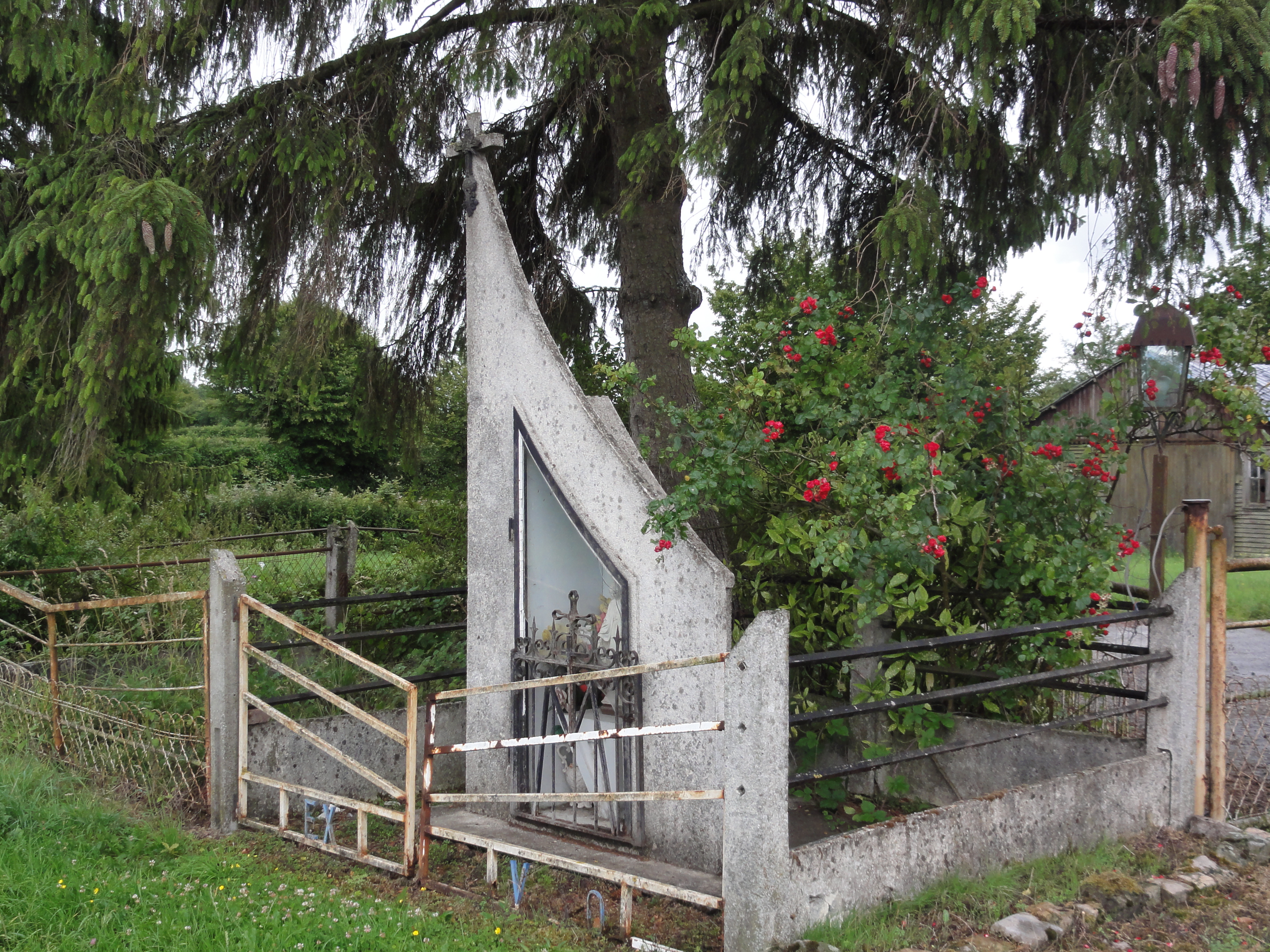
Ehemalige Marienkapelle
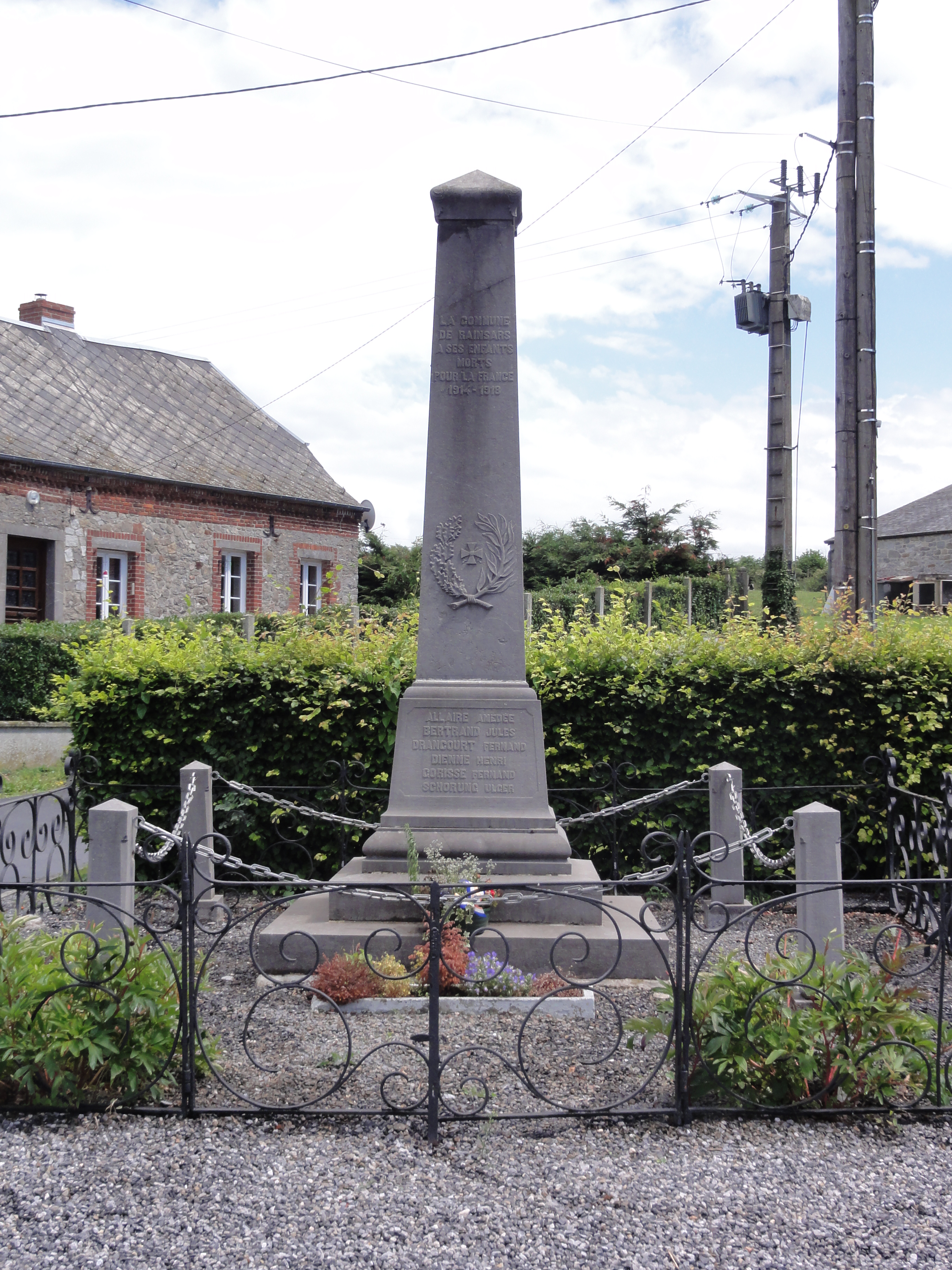
Gefallenendenkmal